# Змаго Јелинчич Племенити
Змаго Јелинчич Племенити (словен. Zmago Jelinčič Plemeniti) је словеначки политичар.
Рођен је 7. јануара 1948. у Марибору, Словенија, тада Југославија.

## Биографија
Име мајке му је Леа Рижнар а оца Раде Јелинчич. У раном детињству породица му се сели у Љубљану. У Љубљани је завршио основну школу и гимназију и касније Факултет за фармацију на Универзитету у Љубљани. Као студент се бавио плесом.
Основао је прво приватно предузеће за производњу природних лекова у СФРЈ. Предузеће је добро радило и продавало своје производе, било их је само шест, у и ван земље. Фирма више не послује због закона који у Словенији који забрањује посланицима да се баве нечим дугим док им траје мандат.
Такође Јелинчич је основао Крањску штединицу и издавалницу кредита (словен. Kranjska hranilnica in posojilnica).
Председник је Словеначке националне странке - СНС (словен. Slovenska nacionalna stranka).
Познат је по свом јаком ставу против Рома и Хрвата и борби за јужну словеначку границу према Хрватској. Има пилотску лиценцу и колекционар је старог оружја.
Током рата у Словенији је био припадник Територијалне одбране Републике Словеније. Током долазака у Београд 2000-их говорио је да није било Срба, не би било Словенаца које би асимиловали Аустријанци и да је сваки Словенац захвалан што су Срби помогли ослобођење Словеније од Аустријанаца. Јелинчич је чврсти присталица псеудоисторијске Венетске теорије.

## Изборни резултати
- 2002. председнички избори, 8,5%
- 2007. председнички избори, 19,3%